# Xyroa polita
Xyroa polita är en skalbaggsart som beskrevs av Britton 1987. Xyroa polita ingår i släktet Xyroa och familjen Melolonthidae. Inga underarter finns listade i Catalogue of Life.